# Sadków (województwo mazowieckie)
Sadków – wieś w Polsce, położona w województwie mazowieckim, w powiecie radomskim, w gminie Jedlnia-Letnisko. Część wsi stanowi obecnie dzielnicę Radomia – Sadków. Miejscowość sąsiaduje z Portem lotniczym Warszawa-Radom. Odbywają się tu międzynarodowe pokazy lotnicze Radom Air Show.
Na terenie wsi utworzono dwa sołectwa Sadków i Sadków Górki. W 2023 sołectwa te liczyły odpowiednio 533 i 449 mieszkańców.
Wieś jest siedzibą rzymskokatolickiej parafii św. Jana Pawła II i śś. Cyryla i Metodego.

## Części miejscowości
| SIMC    | Nazwa   | Rodzaj    |
| ------- | ------- | --------- |
| 0625616 | Górki   | część wsi |
| 0625622 | Polesie | część wsi |

## Historia
Był wsią poddaną klasztoru benedyktynów sieciechowskich w województwie sandomierskim w ostatniej ćwierci XVI wieku. W latach 1945–1975 miejscowość administracyjnie należała do województwa kieleckiego, następnie w latach 1975–1998 do województwa radomskiego.

## Związki wyznaniowe
W Sadkowie znajduje się kościół rzymskokatolicki pw. św. Jana Pawła II i św. Cyryla i Metodego. Przy kościele działa parafia pod tym samym wezwaniem. Funkcję proboszcza pełni ks. Dariusz Olender.